# والتر فرويد
والتر فرويد (بالألمانية: Anton Walter Freud)‏ (و. 1921 – 2004 م) هو مهندس نمساوي، ولد في فيينا، ويحمل رتبة عسكرية رائد، توفي عن عمر يناهز 83 عاماً.

## التعليم
تعلم في كلية لوبورو
.